# Bahnhof Rotterdam Alexander
Der Bahnhof Rotterdam Alexander ist ein Durchgangsbahnhof der niederländischen Bahngesellschaft NS im Gemeindebezirk Prins Alexander in der niederländischen Großstadt Rotterdam. Er ist nach dem Bahnhof Rotterdam Centraal der meistfrequentierte Bahnhof der Stadt. Er liegt an der Bahnstrecke von Rotterdam nach Utrecht, diese zählt zu den wichtigsten und meistbefahrenen in den ganzen Niederlanden. Alle passierenden Züge halten am Bahnhof.

## Geschichte
Der Bahnhof wurde nach Bevölkerungszunahme des Stadtteils im Jahre 1968 eröffnet. Das ursprüngliche, in der Bauart Sextant ausgeführte, Stationsgebäude wurde 1983 abgebrochen und durch ein größeres Gebäude ersetzt. Im gleichen Jahr wurde auch die zweigleisige Station der Metro direkt unterhalb des Bahnhofs eingerichtet, diese jedoch nicht unterirdisch. Seit 1984 besteht in unmittelbarer Nähe das Einkaufszentrum Alexandrium. Diese Faktoren machen den Bahnhof zu einem wichtigen Bahnhof für Pendler, Umsteiger und Passanten.

## Streckenverbindungen
Im Jahresfahrplan 2022 halten folgende Linien am Bahnhof Rotterdam Alexander:
| Zugtyp    | Linienverlauf | Frequenz                                                         |
| --------- | --- | ---------------------------------------------------------------- |
| Intercity | Rotterdam Centraal – Rotterdam Alexander – Utrecht Centraal – Amersfoort Centraal – Zwolle – Groningen           | stündlich                                                        |
| Intercity | Leeuwarden – Meppel – Zwolle – Amersfoort Centraal – Utrecht Centraal – Rotterdam Alexander – Rotterdam Centraal | stündlich                                                        |
| Intercity | Rotterdam Centraal – Rotterdam Alexander – Gouda – Utrecht Centraal                                              | halbstündlich (fährt nicht nach 21 Uhr)                          |
| Sprinter  | Uitgeest – Zaandam – Amsterdam Centraal – Breukelen – Woerden – Gouda – Rotterdam Alexander – Rotterdam Centraal | halbstündlich                                                    |
| Sprinter  | Rotterdam Centraal – Rotterdam Alexander – Gouda – Gouda Goverwelle                                              | halbstündlich (fährt nur in der HVZ)                             |
| Sprinter  | Utrecht Centraal – Gouda – Rotterdam Alexander – Rotterdam Centraal                                              | halbstündlich (fährt frühmorgens in Richtung Rotterdam Centraal) |